# Robôs cabeados
Robôs cabeados, conhecidos em inglês como tethered robots, são uma categoria de robôs móveis que possuem um cabo conectando a parte móvel a uma base. Este cabo é responsável por fornecer energia, estabelecer comunicação confiável e ajudar na locomoção da parte móvel fornecendo suporte.

## Motivação
Esta categoria de robôs é adequada para aplicações em que o é necessário fornecimento constante de energia, para se obter operação de grande duração, em situações em que é necessário tamanho reduzido da parte móvel, seja para se adentrar em ambientes confinados ou para garantir maior manobrabilidade, e também em situações em que a comunicação sem-fio não pode ser usada. Um exemplo seria a operação de robôs subaquáticos, em que o meio impede a transmissão de dados sem-fio e então o cabo, chamado de "cordão umbilical", é responsável pela comunicação com o robô. Também é o caso de drones de resgate, em que é necessária uma fonte mais confiável de comunicação. Esta tecnologia também pode ser usada em drones para identificar inequivocamente seu piloto.

## Problemas relacionados ao uso de cabos
Há muitas desenvantagens em se utilizar um sistema robótico com cabeamento. A mais óbvia é o risco do cabo enroscar em obstáculos durante a movimentação do veículo, sendo necessários complexos algoritmos de navegação. Também há o fato de que, para obter alcances maiores, a base deve ser capaz de carregar uma extensão grande de fio gerando problemas de peso e espaço. Os cabos também podem introduzir novas forças na modelagem do veículo: a tração no cabo, o peso do cabo quando estendido, o arrasto e o empuxo gerados pelo fluido em que o veículo esteja imerso. Finalmente, os cabos podem se romper e atrapalhar na comunicação ou fornecimento de energia para a parte móvel, impossibilitando seu recolhimento.